# كفر عميم (إدلب)
كفر عميم قرية سورية تتبع ناحية سراقب في منطقة مركز إدلب في محافظة إدلب. بلغ عدد سكانها 3,645 نسمة في عام 2004 حسب إحصاء المكتب المركزي للإحصاء. تقع على بعد 7 كم جنوب شرق سراقب.